# Ichneumon chermetis
Ichneumon chermetis là một loài tò vò trong họ Ichneumonidae.